# Moriz Viktor Silbermark
Moriz Viktor Silbermark (* 7. November 1873 in Wien; † 31. Oktober 1938 ebenda) war ein österreichischer Chirurg, Militärarzt und Chefarzt am Allgemeinen Krankenhaus Wien.

## Leben
Moriz Viktor Silbermark wurde als Sohn von Josef Silbermark und Fanny Silbermark, geb. Tetteles, geboren. Er besuchte das Gymnasium in Wien. Ab 1891 studierte er Medizin an der Universität Wien. 1897 erfolgte die Promotion. Schon 1896 war er Hospitant an der medizinischen Abteilung bei Hermann Nothnagel (1841–1905). Nach der Promotion blieb er als Sekundararzt am Allgemeinen Krankenhaus in Wien. Ab 1903 wirkte er an einem theoretisch-praktischen Kurs zur Krankenpflege mit. In diesem Jahr wurde er auch Professor im Spital „Rubio“ in Madrid. Hier stellte er die von seinem Lehrer, dem Chirurgen Albert von Mosetig-Moorhof (1838–1907), entwickelte Methode der Knochenplombe vor. 1907 wurde Silbermark zum Nachfolger von Mosetig-Moorhof an der II. chirurgischen Abteilung des Allgemeinen Krankenhauses (AKH) ernannt. 1909 wurde er zum Chefarzt am Allgemeinen Krankenhaus bestellt.
Schon während seines Studiums engagierte sich Silbermark im Sanitätswesen der k.u.k. Monarchie. Er wurde Militärarzt und avancierte im Jahr 1916 zum Stabsarzt. Silbermark engagierte sich im „Österreichischen patriotischen Hilfsverein, zugleich Landes– und Frauen-Hilfsverein vom Roten Kreuz für Niederösterreich“. Hier führte er 1908 die am AKH konzipierten Kurse für weibliche Pflegekräfte ein. Silbermark intensivierte die Zusammenarbeit zwischen dem Sanitätswesen des Roten Kreuzes und der Feuerwehr. 1912 wurde er vom US-Präsidenten William Howard Taft im Weißen Haus empfangen. Anlass für dieses Zusammentreffen war die 9. Internationale Konferenz vom Roten Kreuz.
1913 gehörte Silbermark zu den Mitbegründern der österreichischen Pflegerinnenschule vom Roten Kreuz, die er gemeinsam mit seiner Frau leitete. Die Schule befand sich in Wien 4, Kolschitzkygasse. Dabei kooperierte Silbermark mit Erzherzogin Marie Therese von Braganza, die in der Pflegerinnenausbildung engagiert war und das Rote Kreuz unterstützte. 1917 wurde Silbermark zum General-Chefarzt des Roten Kreuzes ernannt. 1917 leitete er ein Feldlazarett an der Isonzo-Front. 1925 wurde er in den Landessanitätsrat der Stadt Wien berufen.
Nach dem „Anschluss“ 1938 wurde das Ehepaar Silbermark von den Nationalsozialisten wegen seiner jüdischen Herkunft verfolgt. Silbermark verstarb 1938 in seiner Wiener Wohnung. Seine Ehefrau Gabriele Silbermark, geb. Reissig, (* 1880) überlebte den Holocaust.

### Anton Jerzabek
Silbermark verfasste zahlreiche Publikationen auf dem Gebiet der Chirurgie und Notfallmedizin. Silbermark überarbeitete im Jahr 1914 das von Anton Jerzabek (1867–1939) herausgegebene „Samariterbuch“. Jerzabek lobte Silbermark im Vorwort dieser zweiten Auflage. Im Jahr 1919 wurde der „Antisemitenbund“ begründet. Julius Rader war dessen erster Präsident. Anton Jerzabek war zwischen 1920 und 1938 der zweite Präsident des Antisemitenbundes und wurde zum erbitterten Feind der Juden in Wien.

## Publikationen (Auswahl)
- Bearbeitung des Buches von Mosetig von Moorhof: Die Erste Hilfe bei plötzlichen Unglücksfällen. Für Samariter dargestellt.
- Silbermark, Moriz: Rundes Magengeschwür nach Trauma. Aus der II. chirurgischen Abteilung des Prof. Albert R. von Mosetig-Moorhof im k.k. Allgemeinen Krankenhause in Wien. Sonderdruck aus: Wiener medicinische Wochenschrift. Wien: Verlag von Moritz Perles k.u.k. Hofbuchhandlung 1902.
- Silbermark, Moriz: Ueber eine interessante Schussverletzung. Aus der II. chirurgischen Abteilung des Herrn Prof. Dr. Albert R. von Mosetig-Moorhof im k.k. Krankenhause in Wien. Sonderdruck aus: Wiener medicinische Wochenschrift. Wien: Verlag von Moritz Perles k.u.k. Hofbuchhandlung 1902.
- mit Anton Jerzabek (2. Auflage): Samariterbuch: gemeinverständliche Darstellung der gesamten Nothilfeleistung bei Unglücksfällen und plötzlichen Erkrankungen, sowie der Pflege und des Transportes von Kranken und Verletzten im Frieden und im Kriege, 1915.